# Гранд-Пойнт (Луїзіана)
Гранд-Пойнт (англ. Grand Point) — переписна місцевість (CDP) в США, в окрузі Сент-Джеймс штату Луїзіана. Населення — 2241 особа (2020).

## Географія
Гранд-Пойнт розташований за координатами 30°2′50″ пн. ш. 90°45′0″ зх. д. / 30.04722° пн. ш. 90.75000° зх. д. (30.047208, -90.750071).  За даними Бюро перепису населення США в 2010 році переписна місцевість мала площу 11,83 км², з яких 11,01 км² — суходіл та 0,82 км² — водойми.

## Демографія
Згідно з переписом 2010 року, у переписній місцевості мешкали 2473 особи в 836 домогосподарствах у складі 689 родин. Густота населення становила 209 осіб/км².  Було 889 помешкань (75/км²).
Расовий склад населення:
| - 73,6 % — білих - 25,9 % — чорних або афроамериканців - 0,1 % — вихідців з тихоокеанських островів - 0,1 % — корінних американців |

До двох чи більше рас належало 0,2 %. Частка іспаномовних становила 0,3 % від усіх жителів.
За віковим діапазоном населення розподілялося таким чином: 28,6 % — особи молодші 18 років, 63,9 % — особи у віці 18—64 років, 7,5 % — особи у віці 65 років та старші. Медіана віку мешканця становила 35,7 року. На 100 осіб жіночої статі у переписній місцевості припадало 94,7 чоловіків;  на 100 жінок у віці від 18 років та старших — 92,3 чоловіків також старших 18 років.
Середній дохід на одне домашнє господарство  становив 85 965 доларів США (медіана — 73 217), а середній дохід на одну сім'ю — 90 256 доларів (медіана — 78 607). За межею бідності перебувало 11,4 % осіб, у тому числі 17,7 % дітей у віці до 18 років та 0,0 % осіб у віці 65 років та старших.
Цивільне працевлаштоване населення становило 1133 особи. Основні галузі зайнятості: виробництво — 29,5 %, освіта, охорона здоров'я та соціальна допомога — 11,8 %, будівництво — 11,8 %.